# Jeff Nathanson
Jeff Nathanson (Los Angeles, 1960. október 12. –) BAFTA-díjra jelölt amerikai forgatókönyvíró.

## Pályafutása
Első munkája az 1995-ös Holtomiglan, holtodiglan volt, mely filmnek egyben executive produceri teendőit is ellátta. Ezt követően máris olyan nagy volumenű produkcióban működött közre, mint a Féktelenül 2. – azonban a film megbukott, s Nathasont még Arany Málna-díjra is jelölték.
A 2002-es Kapj el, ha tudszért ellenben már elismerésben részesült: több szervezet, köztük a Brit Filmakadémia is jelölte a legjobb adaptált forgatókönyv kategóriában. 2004-ben Nathanson Az utolsó jelenettel rendezőként is bemutatkozott; a sztárokkal megtűzdelt vígjáték ugyanakkor nem kapott nagy teret a bizonyításhoz. A 2008-as Indiana Jones és a kristálykoponya királysága számos forgatókönyv-változaton esett át, míg végül David Koepp végleges formába öntötte. A korábbi írók közül egyedül Nathanson nevét tüntetik fel a végleges változatban, mint a történet megalkotóját – George Lucasszal közösen. Ez volt a harmadik alkalom, hogy Nathanson közös filmen dolgozott Steven Spielberg rendezővel.

## Filmográfia
| Év   | Cím                                           | Eredeti cím                                        |
| ---- | --------------------------------------------- | -------------------------------------------------- |
| 2011 |                                               | Tower Heist                                        |
| 2009 | New York, I Love You (Brett Ratner szegmense) | New York, I Love You                               |
| 2008 | Indiana Jones és a kristálykoponya királysága | Indiana Jones and the Kingdom of the Crystal Skull |
| 2007 | Csúcsformában 3.                              | Rush Hour 3                                        |
| 2004 | Az utolsó jelenet                             | The Last Shot                                      |
| 2004 | Terminál                                      | The Terminal                                       |
| 2002 | Kapj el, ha tudsz                             | Catch Me If You Can                                |
| 2001 | Csúcsformában 2.                              | Rush Hour 2                                        |
| 1997 | Féktelenül 2. – Teljes gőzzel                 | Speed 2: Cruise Control                            |
| 1995 | Holtomiglan, holtodiglan                      | For Better or Worse                                |